# Nethinius elongatus
Nethinius elongatus là một loài bọ cánh cứng trong họ Cerambycidae.